# Museu Histórico Professor Carlos da Silva Lacaz
O Museu Histórico Professor Carlos da Silva Lacaz foi fundado em 1977 com o nome de Museu Histórico da Faculdade de Medicina pelo professor Carlos da Silva Lacaz, médico e pesquisador da área de microbiologia e micologia da faculdade. O museu só passou a ter o nome atual, após a morte de seu fundador em 2002, como forma de homenagem. Localiza-se no campus da Faculdade de Medicina da Universidade de São Paulo (FMUSP).
O atual coordenador do museu é o Professor André Mota, graduado e doutor em História pela USP e professor do Depto. de Medicina Preventiva da Faculdade de Medicina da USP.

## História
A criação do museu foi efetivamente em 1977, porém sua inauguração ocorreu em 1978, no último ano da gestão de Carlos da Silva Lacaz como diretor da Faculdade de Medicina da Universidade de São Paulo (FMUSP). Em 1978, o professor dedicou-se a reunir materiais e documentos que contassem uma história oficial médica e institucional da faculdade e além disso, no mesmo período, a própria organização do museu também reuniu um acervo de documentos, com ênfase no início da institucionalização da medicina em São Paulo, sempre seguindo os critérios de seu diretor. Todos esses documentos tornaram-se o atual acervo do Museu Histórico Professor Carlos da Silva Lacaz.
Foi instituída uma comissão especial para a criação do museu, que contava com o apoio da elite médica paulista, alguns professores e alunos da própria faculdade, entre eles Duílio Crispin Farina, Dante Nesse, Irany Novah Moraes e Waldomiro Siqueira Junior.
Após a morte de seu fundador, em 2002, a administração do Museu Histórico, que antes era de responsabilidade da diretoria da Faculdade de Medicina, passou a ser subordinada à Comissão de Cultura e Extensão.  Essa comissão, além de ser responsável pelo museu da faculdade, também desenvolve atividades de assistência, assessoria e consultoria, cursos, projetos especiais, atividades culturais, história e memória, ensino e pesquisa em extensão. 
No entanto, em 2006 foi registrada uma queixa ao Ministério Público em relação ao descaso da Comissão com o patrimônio da Instituição. Por isso, a partir deste ano, as condições de funcionamento do museu tornaram-se objeto de representação movida pelo Ministério. No ano seguinte, com a eleição de uma nova Comissão de Cultura e Extensão, todas as pendências com o governo foram solucionadas.

### Reinauguração
Em 18 de Dezembro de 2009, ocorreu a reinauguração do Museu Histórico Professor Carlos da Silva Lacaz. Durante a cerimônia também foi lançado um livro com a memória da exposição "Arnaldo Vieira de Carvalho e a Faculdade de Medicina: Práticas Médicas em São Paulo – 1888/1938", feito pelo coordenador do museu, Andre Mota e Maria Gabriela Marinho.
Com a reinauguração, o museu passou a ser também um centro de pesquisa e documentação, por conta do seu acervo, que é referência para pesquisas histórica na área da medicina.

## Características Arquitetônicas

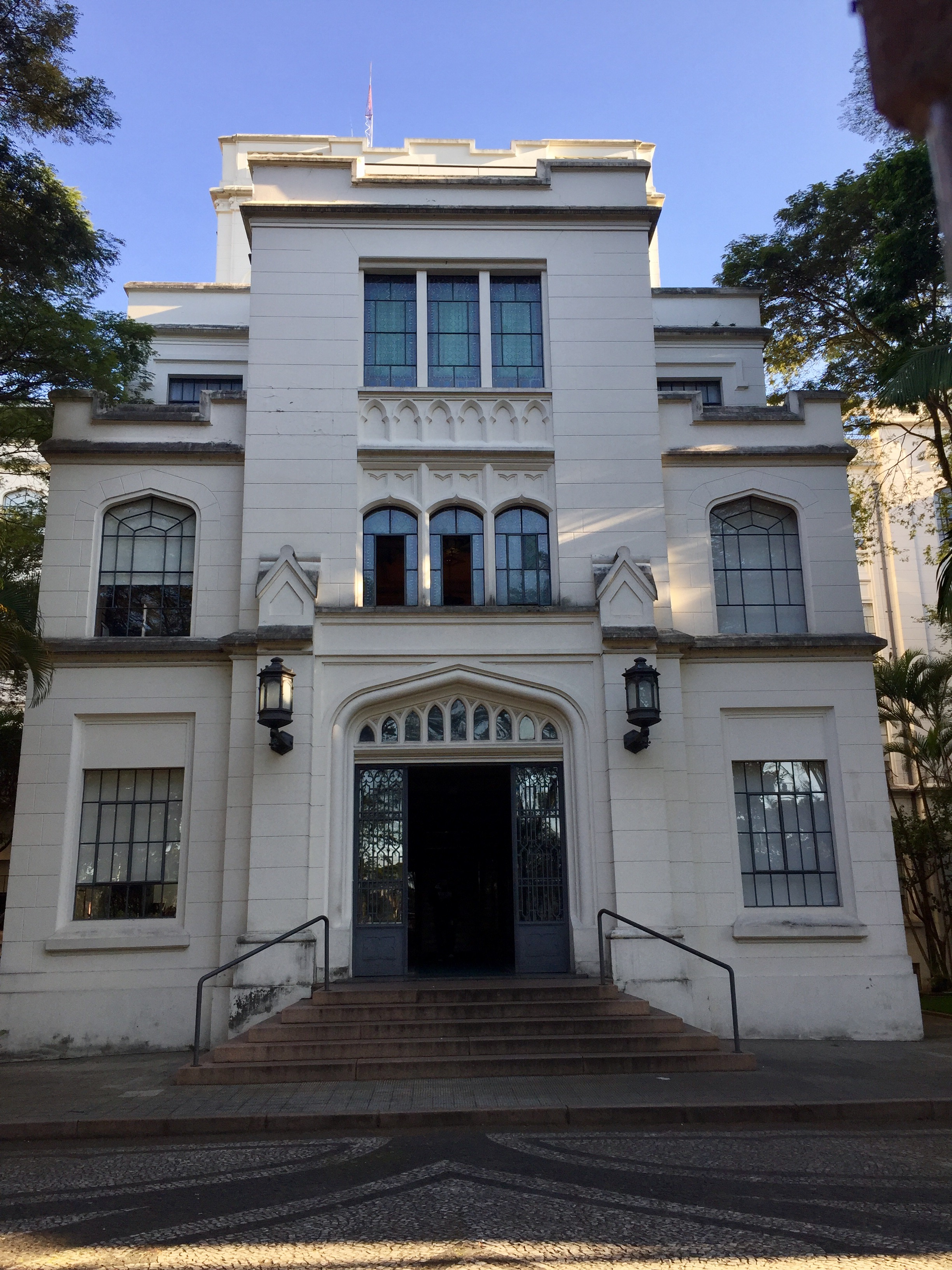
Fachada principal do prédio da Faculdade de Medicina da USP (FMUSP), onde se localiza o museu.

O prédio da Faculdade de Medicina da Universidade de São Paulo foi projetado por Ernesto de Souza Campos, Benedito Montenegro e Rezende Puech, e é nesta que o Museu está localizado atualmente. Ao longo do tempo, o prédio passou por diversas transformações físicas que foram alterando sua forma original, e consequentemente, foi surgindo um edifício com características e intervenções de diferentes épocas. 
Além da restauração do revestimento das paredes e dos caixilhos, a área externa do prédio ganhou nova iluminação, que valoriza a arquitetura do edifício, de grande importância histórica para a cidade de São Paulo. 
Na área externa, as obras de restauro incluíram o chamado piso histórico da entrada principal, todo construído em mosaico português. As pedras receberam um tratamento especial e foram recolocadas conforme o desenho original. 
Todas essas obras fazem parte do projeto de restauração e modernização da Faculdade de Medicina da USP, que foi financiado pela Comissão de Cultura e Extensão da Faculdade e pelo Grupo Santander.

## Acervo
O acervo do museu atualmente conta com aproximadamente 400 publicações, entre elas livros, teses, memoriais, folhetos e relatórios. Além disso, tem também 44 obras tombadas. Ao todo são 686 obras registradas e identificadas por assunto.
Estas obras incluem: 
- Pinturas
- Desenhos
- Diplomas
- Bustos de bronze
- Condecorações
- Fotografias
- Esculturas
- Série de aparelhos utilizados pelo exercício médico no século XX.[1]

O acervo faz parte da Rede Nacional de Museus de História da Medicina, que interliga 19 museus de todas as regiões do Brasil.

## Estado atual
O museu Museu Histórico Professor Carlos da Silva Lacaz está localizado no quarto andar do prédio central da faculdade, seu espaço físico é delimitado por salas de aula e laboratórios e ocupa cerca de 394,24 m2.
Já a sua divisão expressa de maneira bastante clara a narrativa pretendida, podendo ser compreendida:
- Sala de aparelhos e instrumental médico dos séculos XVIII, XIX e XX;
- Sala Arnaldo Vieira de Carvalho, que leva o nome do primeiro diretor da Faculdade de Medicina da USP;
- Sala de professores pioneiros da FMUSP;
- Sala de professores estrangeiros;
- Sala de criações artísticas;
- Salão nobre e diretoria.

Nestas diversas salas de visitação, são exibidos materiais ecléticos, tais como série de xilogravuras de ex-alunos, materiais referentes à participação da Faculdade em guerras, objetos e imagens dos primeiros professores, homenagens aos diplomados pela Faculdade que lograram expressão médica, acadêmica, científica, artística ou associativa. 
Esse grande acervo dividiu ao longo dos anos espaço com documentos, arquivos e área administrativa.

## A Pele Enferma: Augusto Esteves e seu museu de cera
A Pele Enferma é a atual exposição do museu, e este reúne quarenta peças em cera de partes do corpo humano, do artista plástico Augusto Esteves entre as décadas de 30 e 50, representando as principais doenças dermatológicas existentes naquela época.
A exposição é dividida em blocos, e o primeiro deles trata da vida e obra de Augusto Esteves, que, segundo consta em registros de sua biografia, foi contratado pela FMUSP em 1930 para produzir as peças que representavam o corpo humano ou partes dele. O objetivo, naquela época, é que elas fossem utilizadas para dar maior realidade às doenças que eram estudadas nas aulas de Medicina, Dermatologia e Medicina Legal.

## Galeria

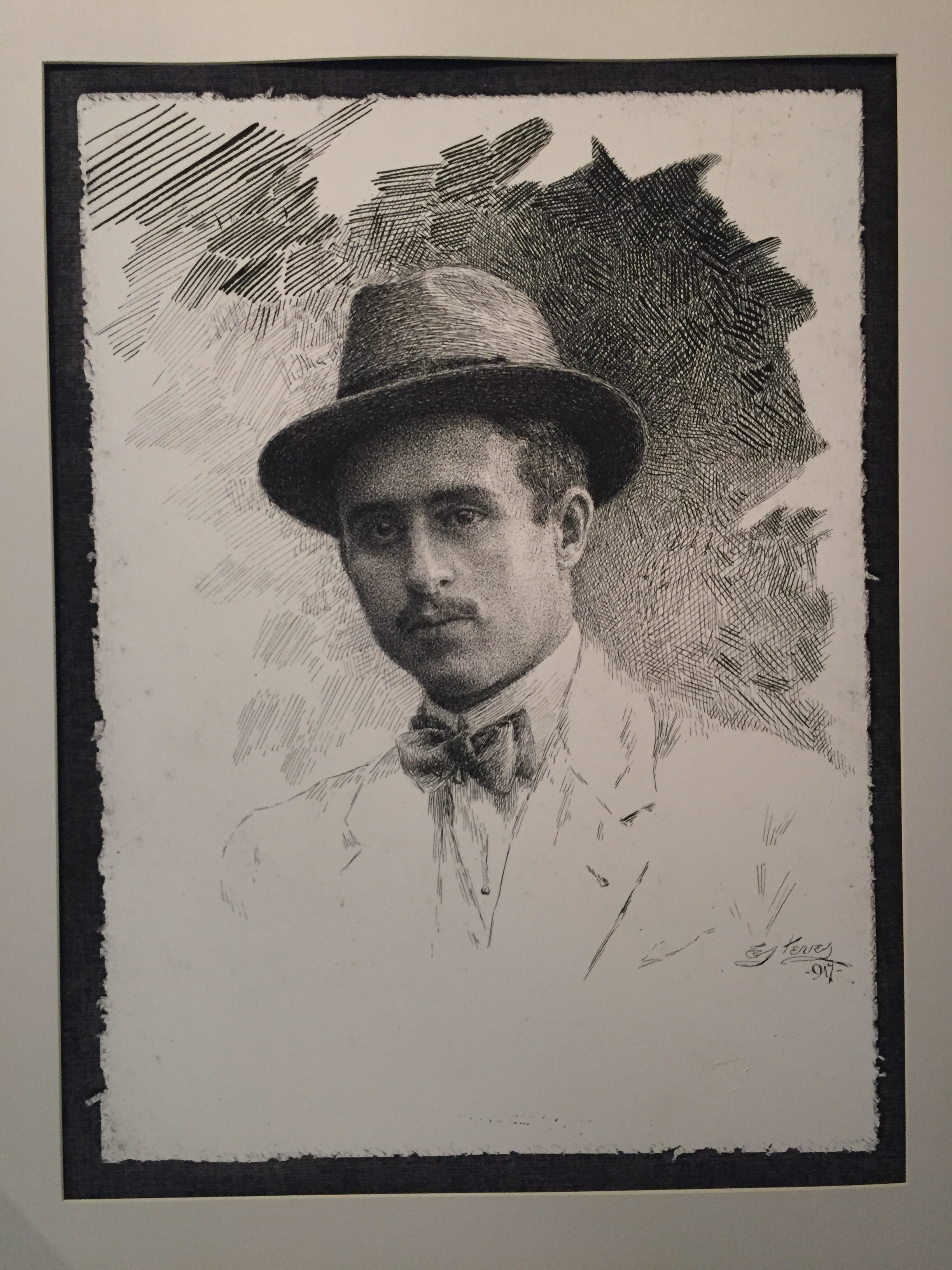
Autoretrato de Augusto Esteves a pico de pena, 1917
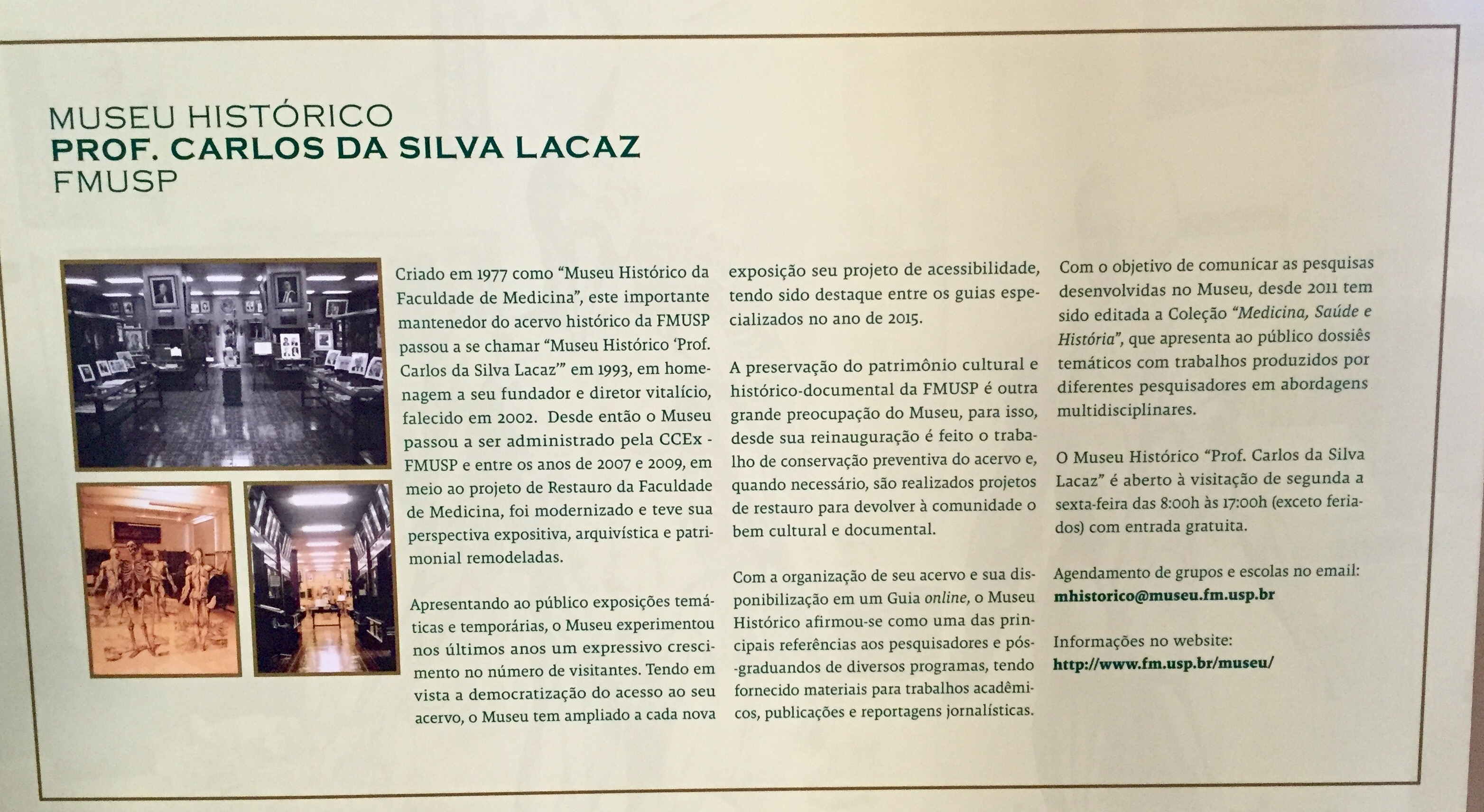
Placa informativa sobre a história do Museu Histórico Prof. Carlos da Silva Lacaz, localizada na entrada do museu.
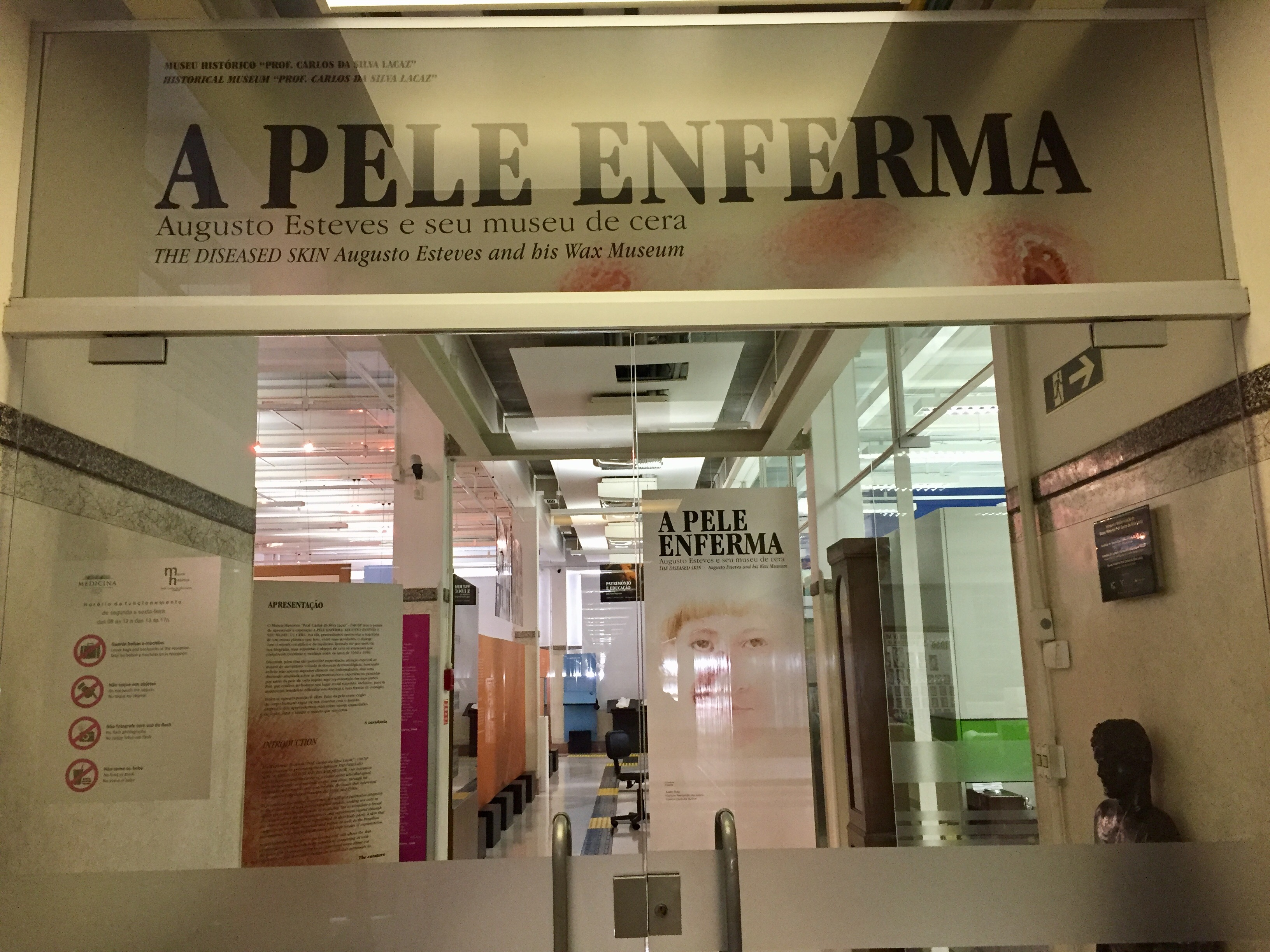
Entrada da sala onde fica o museu, dentro do prédio da Faculdade de Medicina da USP (FMUSP).
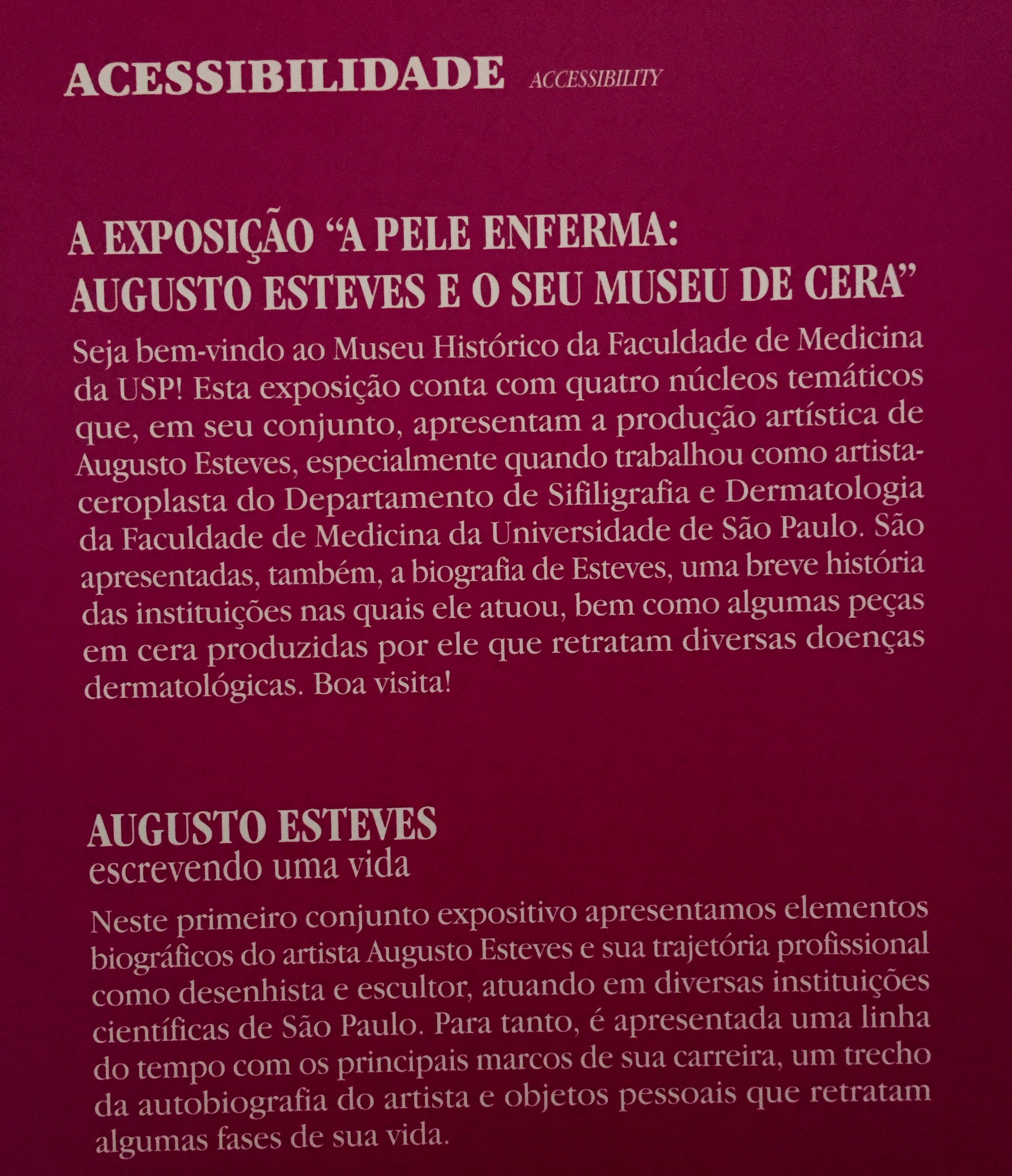
Placa informativa sobre a exposição de 2017 e 2018, "A Pele Enferma: Augusto Esteves e o museu de cera".
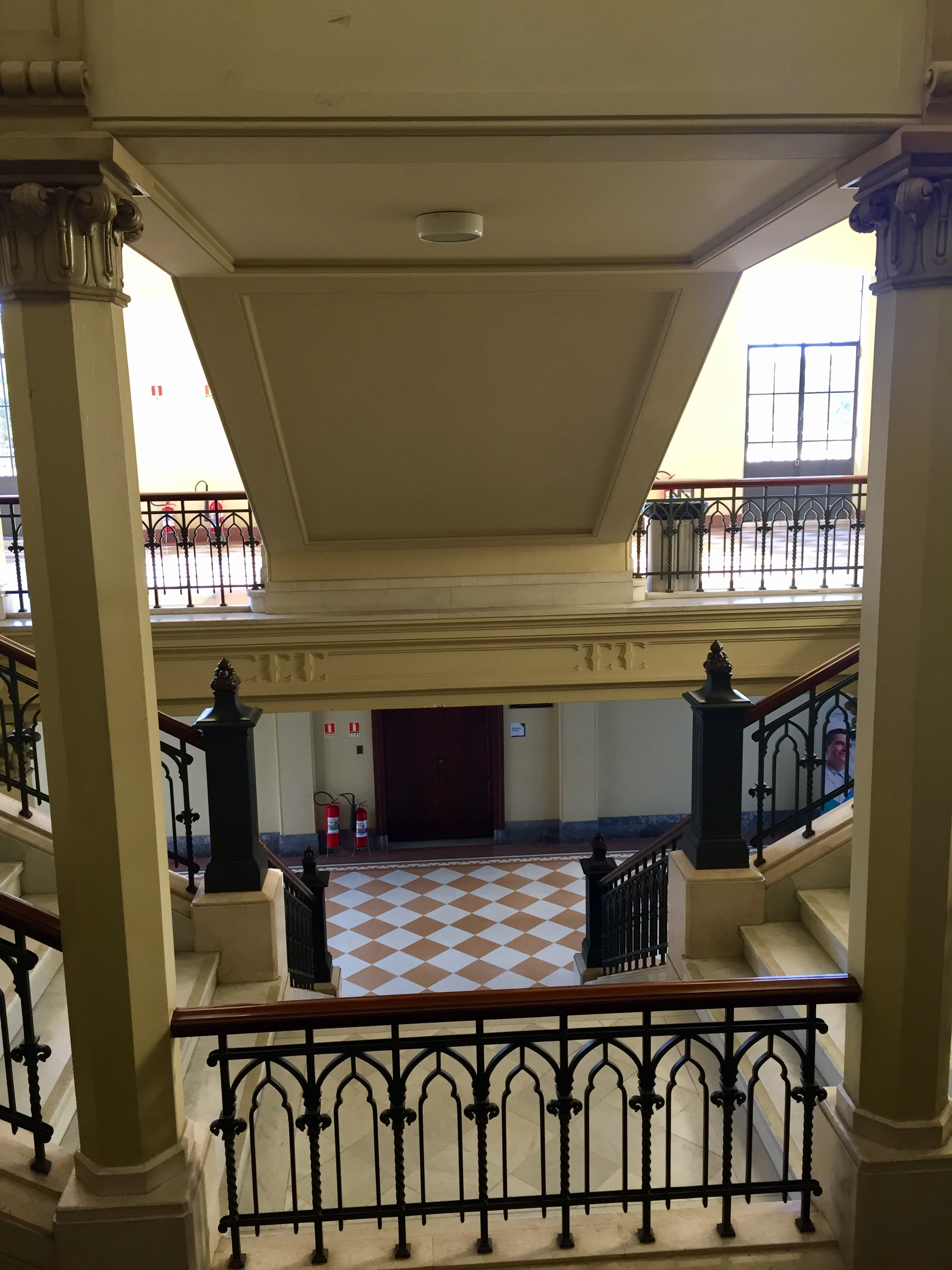
Saguão do prédio da Faculdade de Medicina da USP (FMUSP) onde se localiza o museu.